# Brian McCann
Brian Michael McCann (ur. 20 lutego 1984) – amerykański baseballista, który występował na pozycji łapacza.

## Przebieg kariery

### Atlanta Braves
Po ukończeniu szkoły średniej, w czerwcu 2002 roku został wybrany w 2. rundzie draftu przez Atlanta Braves i początkowo występował w klubach farmerskich tego zespołu, między innymi w Mississippi Braves, reprezentującym poziom 
Double-A. W Major League Baseball zadebiutował 10 czerwca 2005 w meczu międzyligowym przeciwko Oakland Athletics, w którym zaliczył dwa uderzenia, w tym RBI single. Dzień później w spotkaniu z Athletics zdobył pierwszego home runa w MLB.
W 2006 po raz pierwszy wystąpił w Meczu Gwiazd, zdobył najwięcej spośród łapaczy home runów (24), uzyskał najlepszy na tej pozycji wskaźnik slugging percentage i po raz pierwszy otrzymał nagrodę Silver Slugger Award. W marcu 2007 podczas spring training podpisał nowy, sześcioletni kontrakt z opcją przedłużenia o rok kontrakt wart 27,8 miliona dolarów. Dwa lata później był w składzie reprezentacji Stanów Zjednoczonych na turnieju World Baseball Classic. 17 maja 2011 w meczu przeciwko Houston Astros w drugiej połowie dziewiątej zmiany jako pinch hitter zdobył dającego wyrównanie home runa, a w drugiej połowie jedenastej zwycięskiego dwupunktowego home runa. Jako zawodnik Braves jeszcze sześć razy był członkiem NL All-Star Team, a w 2010 w All-Star Game na Angel Stadium, w którym National League wygrała po raz pierwszy od 1996 roku, w pierwszej połowie siódmej zmiany jako pinch hitter zaliczył three-run double i został wybrany najbardziej wartościowym zawodnikiem meczu.

### New York Yankees
W listopadzie 2013 podpisał pięcioletni kontrakt wart 85 milionów dolarów z New York Yankees. 28 maja 2014 w meczu przeciwko St. Louis Cardinals po raz pierwszy w karierze zagrał na pierwszej bazie. 28 września 2014 w spotkaniu z Boston Red Sox na Fenway Park, wszedł na boisko jako pinch runner, zastępując Dereka Jetera, dla którego był to ostatni mecz w dwudziestoletniej karierze.

### Późniejszy okres
12 kwietnia 2015 w meczu z Red Sox zdobył 200. home runa w MLB. 17 listopada 2016 w ramach wymiany zawodników przeszedł do Houston Astros. Karierę zawodniczą zakończył w 2019.

## Nagrody i wyróżnienia
| Nagroda/wyróżnienie      | Lata                                     | Źródło |
| 7× All-Star              | 2006, 2007, 2008, 2009, 2010, 2011, 2013 | [ 1 ]  |
| All-Star Game MVP        | 2010                                     | [ 8 ]  |
| Zwycięzca w World Series | 2017                                     | [ 1 ]  |
| 6× Silver Slugger Award  | 2006, 2008–2011, 2015                    | [ 1 ]  |